# Linton Hall (Virginia)
Linton Hall es un lugar designado por el censo en el  condado de Prince William, Virginia  (Estados Unidos) y su nombre es derivado de Linton Hall Military School (conocida como Linton Hall School durante los últimos años. Según el censo de 2010 tenía una población de 35 725 habitantes.

## Demografía
Según el censo del 2000, Linton Hall tenía 8620 habitantes, 2733 viviendas, y 2347 familias. La densidad de población era de 402,9 habitantes por km².
Por edades, 35,4% de la población tenía menos de 18 años; 4,4% entre 18 y 24, 46,3% entre 25 y 44, 12,1% de 45 a 60 y 1,8% 65 años o más.
La edad media era de 30 años.  Por cada 100 mujeres de 18 o más años  había 96,1 hombres.
La renta media por vivienda era de 82 374 dólares anuales, y la renta media por familia de 86 421.  La renta per cápita de la población era de $30 804. En torno al 1,9% de las familias y el 2,8% de la población estaban por debajo del umbral de pobreza.

## Linton Hall Military School
La escuela militar Linton Hall fue fundada en el año 1922 por monjas Benedictinas, que recibieron terrenos de una monja que los había heredados de su padre, John Tyler Linton.
Durante la década de 1940, a los estudiantes se les permitía regresar a su hogar un fin de semana por mes. John Phillips (músico), quien asistió durante los años 1942-46, y más tarde ganó fama como cantante, compositor y guitarrista de The Mamas & the Papas, recuerda en su autobiografía que "odiaba el lugar," aunque obtuvo buenas calificaciones, hizo muchos amigos, y practicaba deportes. Él escribe sobre las inspecciones y las palizas y recuerda que las monjas los miraban cuando tomaban una ducha. Los estudiantes seguían un horario estricto, sobre todo en días de semana, desde las 6:45 de la mañana cuando se despertaban, hasta ir a dormir a las 21:00, con sólo 45 minutos de juego libre asignados los lunes y miércoles, y dos horas los martes, jueves y viernes, además de una cierta hora de la tarde durante el período de "descanso" en los dormitorios. Los cadetes no eran autorizados a mantener los elementos tales como comida, dinero, o cómics, ni hacer o recibir llamadas telefónicas, excepto en caso de emergencia.

## Localidades cercanas
El siguiente diagrama muestra a las localidades más próximas a Linton Hall.